# Mikusi Imre
Mikusi Imre (Balatonfüred, 1941. január 22. – Budapest, 2018. január 26.) matematika szakos gimnáziumi tanár.

## Élete
Édesapja Mikusi Sándor, édesanyja Hobok Ilona. Mindkét szülője a Balaton felvidékéről származott, a balatonfüredi temetőben nyugszanak. Az apa halála után édesanyja egyedül nevelte a hét gyermeket, (Mikusi Imre volt a harmadik), és mindent megtett, hogy a gyerekei tanulhassanak. Az általános iskola után Budapesten, a Rákóczi Ferenc katonai középiskolába járt, mert itt teljes ellátást biztosítottak. Ez az iskola 1956-ban megszűnt, így a balatonfüredi gimnáziumban fejezte be a középiskolai tanulmányait és érettségizett. Esztergályos szakmát tanult és a veszprémi vasárugyárban kezdett dolgozni, ahol hamar felfigyeltek rá, és Veszprém megye ösztöndíjasaként került az ELTE TTK matematika–fizika szakára, 1962 szeptemberében. Az Eötvös Loránd Tudományegyetem Természettudományi Karán 1967-ben nappali tagozaton fizika–matematika szakos diplomát szerzett. 1967–1973 között a Széchenyi István Gimnázium matematika szakos tanára. 1964 és 1981 között hazai sakkversenyeken eredményesen vett részt. 1973-tól 2011-ben történt nyugállományba vonulásáig 38 éven át volt az Óbudai Árpád Gimnázium matematikatanára. 1975 szeptemberében az Árpád Gimnáziumban beindult az első matematika tagozatos osztály. A tanulók heti 10 órában foglalkoztak a tantárggyal. Megszervezte a tagozatos oktatást. Ezzel párhuzamosan a III. kerületi általános iskolák nyolcadik osztályos tanulói számára szakkör is indult az iskolában, amely a matematika tagozatos utánpótlás legfontosabb bázisává vált az évek során. A matematika tagozat sikere már az első években nyilvánvaló volt, így rövidesen újabb nagy előrelépés következhetett, a speciális matematika tagozat beindításával. A matematikaoktatás fejlesztése azonban nem csak a tagozatos osztályok működtetésére korlátozódott. Az Árpád egyik legnagyobb erényévé vált a komoly matematikaoktatás egész iskolára való kiterjesztése. Az iskola vezetői felismerték, hogy minden tanulónak komoly matematikai alapokra van szüksége, bármilyen irányba is tanuljon tovább. Az első számítógépek megjelenése, az informatika lassú, de biztos térhódítása is ezt a nézetet igazolta. Kezdeményezésére és irányításával ezt követően 1983-tól speciális matematika tagozat működik az iskolában. Ebben nagy segítségére volt Tiszavölgyi István, a Gimnázium akkori igazgatója. Tanítványai számos kiemelkedő eredményt értek el a különböző tanulmányi versenyeken. 1985-ben a tagozat indulása után 2 évvel máris nagy sikert hozott: Pál Gábor első lett az Arany Dániel-versenyen. Kondacs Attila 1990-ben tagja volt a pekingi Nemzetközi Matematikai Diákolimpián induló magyar csapatnak és harmadik helyezést ért el. Mikusi Imre visszaemlékezése szerint Alberti Gábor volt tanítványai közülük a legeredményesebb versenyző, mind a négy évben értékes helyezést ért el a versenyeken. Újraindította az iskola sakkéletét, sokáig vezette a gimnázium lány és fiú sakkcsapatát, akik országosan is előkelő helyezéseket értek el a Diákolimpiákon. Megkapta a „Magyar sakkozásért” kitüntetést is (ez egy márványkockán álló lófej). Munkájában fontos feladat volt még a sakkcsapat összefogása. 2002-ben ezt nyilatkozta: A lányok az elmúlt években többször nyertek az országos csapatbajnokságon, tavaly a fiúknak is sikerült az első hely megszerzése. 1987-től a kerületi matematikai versenyek zsűrijének elnöke, a feladatsorok egyik összeállítója volt. Ő indította útjára az azóta is élő hagyományként évente megrendezett Amfi Kupát.
Felesége, Mikusi Imréné (született Eperjes Edit, Budapest, 1944.) szintén matematika tanár, már 1969-től az Árpád Gimnáziumban dolgozott.
Mikusi Sándorné szül. Hobok Ilona 1994-ben hunyt el. Mikusi Imre nyughelye Óbudán van.

## Legfontosabb publikációi
- Előkészítő és felvételi feladatok matematikából a gimnáziumokba jelentkezők részére 1997-1999. (társszerző: Tóth Ibolya) Magánkiadás. Árpád Gimnázium Alapítvány. Budapest, 1999.
- Amfiteátrum Kupa. 25+1. év. (társszerző: Besnyőné Titter Bea). Typotex elektronikus kiadó kft. ISBN 9789634931027 Budapest, 2020.

## Díjai, elismerései
- Beke Manó-emlékdíj (1966)[29]
- Kiváló munkáért (1979)[30]
- Kiváló Pedagógus (1987)[31]
- Kiváló munkáért (1987)
- Karádi Károly-díj (2001)
- Graphisoft-díj (2002)

## Tanítványai emlékezéseiből
- Egykori tanítványai kezdeményezésére 2018. június 8-án emléktáblát avattak az Óbudai Árpád Gimnázium főlépcsőházában Mikusi Imre tanár úr emlékére. A felirat: 1973 és 2011 között az Árpád Gimnázium matematika tanára, a speciális matematika tagozatos képzés kezdeményezője és meghatározó alakja. Az iskola sakkéletének megújítója. Mikusi Imre (1941–2018) „A matek szeretete sugárzott belőle, nem csak gondolkodni tanított, hanem emberségre is. Köszönjük Tanár Úr.”[32]

- A Műegyetem 222. tanévét megnyitó ünnepség keretében Mádl Ferenc, a Magyar Köztársaság elnöke adta át a „Sub auspiciis Praesidentis Rei Respublicae” kitüntető címmel járó aranygyűrűt. Aki a köztársaság címerével ékesített, testes pecsétgyűrűt ezentúl viselheti: György András, a Műegyetem nemrég végzett doktorandusza. Csupa ötösnek lenni, általánostól a doktori vizsgáig, az már majdnem hihetetlen. Azért persze negyedik gimnáziumban (Árpád Gimnázium, Budapest) az osztályfőnökömnek, Mikusi Imrének komoly örömet okozott, hogy januárban ő írhatta be az első négyest az ellenőrzőmbe (persze nem rosszindulatból, csak éppen úgy sikerült egy dolgozat).[33]